# SDCCU Stadium
SDCCU Stadium (tidligere Qualcomm Stadium) er et stadion i San Diego i Californien, USA, der er hjemmebane for NFL-klubben Los Angeles Chargers Stadionet har plads til 71.294 tilskuere og blev indviet i 1967.
SDCCU Stadium har tre gange, i 1988, 1998 og 2003 været vært for Super Bowl, finalen i NFL-ligaen.